# سمكة رامي القنابل
سمكة رامي القنابل (Grenadiers) أو سمكة ذيل الفأر (rattails) (الاسم الأقل شهرة ذات الذيل شبيه بالسوط) بوجه عام، هي سمكة بحرية من رتبة الغادسيات (gadiform) كبيرة، لونها بين البني والأسود من عائلة مكروريوا (Macrouridae). توجد في الأعماق البعيدة من الأقطار القطبية الشمالية حتى الأقطار القطبية الجنوبية، وتعد أعضاء تلك العائلة من بين أكثر أنواع الأسماك وفرة في أعماق البحار.
تعد عائلة المكروريوا (Macrouridae) عائلة متنوعة وكبيرة تحتوي على 34 جنسًا و383 نوعًا معترف بهم (تضم ثلاثة أجناس أكثر من نصف الأنواع الجيدة منها، كايلورينتشوس (Caelorinchus)، كوريفاينويديس (Coryphaenoides)ونيزوميا (Nezumia)). يتراوح طولها تقريبًا بين 10 سنتيمتر (3.9 بوصة) في رماة القنابل الرشيقة (هيمينوسيفالوس المرهفة) (Hymenocephalus gracilis) حتى 1.5 متر (4.9 قدم) في رماة القنابل الكبيرة، الباتروسيا الصدرية (Albatrossia pectoralis). توجد أنوا ع عديدة من الأسماك التجارية المهمة، مثل رماة القنابل الكبيرة ورماة القنابل المدورة الأنف وكوريفاينويديس الصخرية (Coryphaenoides rupestris). قد تمثل العائلة كاملةً ما يزيد عن نسبة 15% من أصناف الأسماك الموجودة في أعماق البحار.
بالنسبة لخصائصها الجسدية فهي كبيرة الفم والعينان، وتحتوي راميات القنابل على أجسام نحيفة يُدرج كمية منها تحت فئة الذيلية السويقة ذات الأجسام الرفيعة أو الذيل (باستثناء نوع واحد، لا يوجد فيه زعنفة ذيل): يشرح لنا هذا الذيل الشبيه بذيل الفأر الاسم الشائع ذيل الفأر واسم العائلة المكروريوا (Macrouridae) المشتق من اليونانية ماكروس (makros) التي تعني «العظيم» أما الكلمةأورا (oura) فتعني «ذيلاً». تعد الزعنفة الظهرية (dorsal fin) الأولى صغيرة وعالية ومدببة (ربما تكون شائكة)؛ أما الزعنفة الظهرية الثانية فتمتد على طول الجزء المتبقي من الظهر وتلتقي مع الذيل والزعنفة الشرجية (anal fin) الواسعة. بالنسبة للقشور فهي صغيرة.

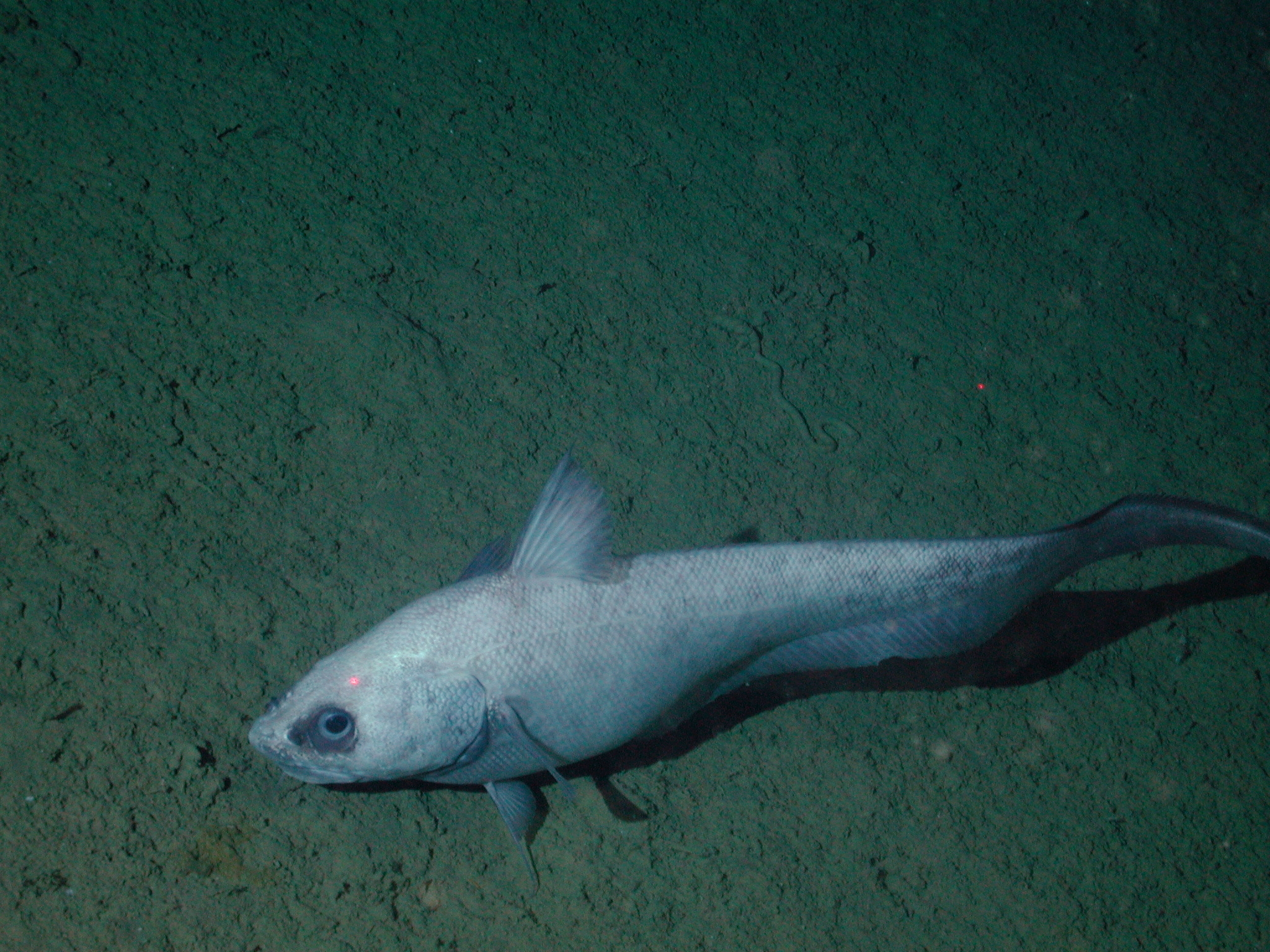
كوريفاينويديس صغير الحراشف التي تنجرف عبر قاع المحيط على عمق يصل إلى 3000 متر.

كما هو الحال في العديد من الأسماك الحية التي تعيش في أعماق البحار، يتطور نظام الخط الجانبي في راميات القنابل بطريقة جيدة؛ يساعده في ذلك عدد من المستقبلات الكيميائية (chemoreceptor) الموجودة في الرأس والشفتان، والمستقبل الكميائي العضو النحيف تحت الفم. تحتوي أنواع البينسك (Benthic) على مجال الهواء الداخلي بجانب العضلات الفريدة من نوعها المرتبطة بذلك. يُعتقد أن الحيوانات تستخدم هذه العضلات «لمداعبة» مجال الهواء الداخلي ومن ثم إخراج الصوت، مما يلعب دورًا في التودد لأنثى نوعه. تسمى الأعضاء التي تنتج الضوء عناصر الرؤية وتمتلكها بعض الأنواع؛ وتقع في وسط البطن قبل فتحة الشرج وتحت الجلد.
تعتبر أسماك ذيل الفأر هي أكثر الأسماك عمقًا في البحار، بين الكائنات الحية حيث تصل إلى عمق يصل إلى 200 إلى 6,000 متر (660 إلى 19,690 قدم) (إضافة لذلك، يشتهر نوعان اثنان يفضلان العيش في أعماق متوسطة في المياه). قد تعيش أسماك ذيل الفأر في عزلة أو وسط مجموعات أخرى، كما هو الحال بالنسبة لرامي القنابل المدور الأنف. تفضل الأنواع التي تعيش في القاع الواحات الهيكلية، مثل فوهات المياه الحارة، الينابيع الباردة، وحطام السفن. من المعتقد أن أسماك ذيل الفأر هي راميات القنابل، تتغذى على الأسماك الصغيرة والقشريات البحرية مثل الجمبري والخولا، كوماسيا وأقلها الكافالوبود (cephalopod) ووسمكة لانتيرن (lanternfish) فضلاً عن كونها أكثر الأسماك المفترسة أهمية في المخلوقات القاعية، تظهر بعض الأنواع منها تتغذى على الفضلات.
تم إنقاذ العديد من يرقات أسماك ذيل الفأر، لا تتوافر أية معلومات عن جذرها التاريخي إلا في فئة قليلة منها. وهي معروفة بإنتاج كميات كبيرة من صغار الأسماك (تزيد على 100000) سمكة صغيرة (1–2 مليمتر (0.039–0.079 بوصة) في القطر) يبرز في البيض قطرات الدهنيات من المفترض أن البيضة تدور في المنحدر الحراري (thermocline) (الواجهة بين مياه السطح المرتفة الحرارة والباردة والمياه العميقة) حيث تتطور خلال تلك العملية. بالنسبة لليوافع التي لا تزال في المياه الضحلة، فإنها تهاجر تدريجيًا للأعماق البعيدة مع مرور الزمن.
لا تتقيد عملية وضع البيض بموسم معين، بل يرجع ذلك للنوع. من المفترض أن هناك نوعًا واحدًا من  أرماتوس كوريفاينويديس (Coryphaenoides armatus) تتعرض فيه الأنواع اليافعة للموت بعد وضع البيض وهو سيميلباروس (semelparous). قد تعيش الأنواع الأحادية الإنجاب لمدة 65 عامًا فأكثر. بوجه عام، تعد المكروريوا الأقل مرونة؛ قد تتعرض الأنواع النادرة في السوق للصيد المفرط وقد يؤدي ذلك إلى انهيار مصايد أسماك ذيل الفأر على المدى القريب.

## عائلة المكروريوا (Macrouridae)
- فصيلة باثيجاديناي (Bathygadinae)
  - الجنس  باثيجادوس (Bathygadus) (13 نوع)
  - الجنس جادوموس (Gadomus) (13 نوع)
- فصيلة ماكروريناي (Macrourinae)
  - الجنس الباتروسيا (Albatrossia) (مونوتيبك) (monotypic)
  - الجنس أسثينوماكروروس (Asthenomacrurus) (نوعان)
  - الجنس سيتونوريتشثيس (Cetonurichthys)
  - الجنس  سيتونوروس (Cetonurus)
  - الجنس كويلورينتشوس (Coelorinchus) (114 نوع)
  - الجنس كوريفاينويديس (Coryphaenoides)
  - الجنس سينوماكروروس (Cynomacrurus)
  - الجنس اتشينوماكروروس (Echinomacrurus)
  - الجنس هابلوماكروروس (Haplomacrourus)
  - الجنس هيمينوسيفالوس (Hymenocephalus) (23 نوع)
  - الجنس  كومبا (Kumba) (8 أنواع)
  - الجنس كورونيزوميا (Kuronezumia)
  - الجنس ليبيدورهينتشوس (Lepidorhynchus)
  - الجنس لوسيجادوس (Lucigadus)
  - الجنس ماكروسميا (Macrosmia)
  - الجنس ماكروروس (Macrourus)
  - الجنس مالاكوسيفالوس (Malacocephalus)
  - الجنس ماتايوسيفالوس (Mataeocephalus)
  - الجنس ميسوبيوس (Mesobius)
  - الجنس نيزيميا (Nezumia)
  - الجنس أودونتوماكروروس (Odontomacrurus)
  - الجنس بسيودوسيتونوروس (Pseudocetonurus)
  - الجنس بسيودونيزوميا (Pseudonezumia)
  - الجنس سفاجيماكروروس (Sphagemacrurus)
  - الجنس سبيكوماكروروس (Spicomacrurus)
  - الجنس تراتشونوروس (Trachonurus)
  - الجنس فينتريفوسا (Ventrifossa)
- فصيلة ماكرورويديناي (Macrouroidinae)
  - الجنس ماكرورويديس ماكرورويديس (Macrouroides)
  - الجنس سكوالوجادوس (Squalogadus)
- فصيلة تراتشيرينسيناي (Trachyrincinae)
  - الجنس إيديولوفورهينتشوس (Idiolophorhynchus)
  - الجنس تراتشيرينكوس (Trachyrincus)

## وصلات خارجية
- [<a href="http://filaman.uni-kiel.de/Summary/FamilySummary.cfm?ID=185">http://filaman.uni-kiel.de/Summary/FamilySummary.cfm?ID=185</a> FishBase entry on Macrouridae]